# Concert per a clavecí núm. 4 (Bach)
El Concert per a clavecí num. 4, en la major, BWV 1055, és una obra de Johann Sebastian Bach, el segon concert per a clavecí d'un conjunt de sis concerts que aparegueren en un manuscrit autògraf, actualment a la Deutsche Staatsbibliothek de Berlín, i estan datats cap al 1738. Bach, per descomptat, podria haver compost l'obra molt abans, usant les parts d'un concert per a un altre instrument solista, com per exemple un violí, i crear una versió per a clave adequada per a la interpretació amb aquest instrument de teclat.
| Concert per a clavecí num. 4 1. Allegro                |
|                                                        |
|                                                        |
|                                                        |
| 2. Larghetto                                           |
|                                                        |
|                                                        |
|                                                        |
| 3. Allegro ma non tanto                                |
|                                                        |
| Advent Chamber Orchestra amb Matthew Ganong (clavecí). |
|                                                        |

## Estructura i anàlisi
L'estructura, habitual en 3 moviments, és la següent:
1. Allegro
2. Larghetto
3. Allegro ma non tanto

La instrumentació és: clavecí solista, violí I/II, viola i continu (violoncel, violone). La durada aproximada és d'uns 14 minuts.
Probablement es basa en un concert perdut per a oboè d'amore, aquesta és una obra formalment més madura. Hi ha una part de baix continu per a aquest concert, que es va afegir més tard, probablement per una ocasió particular en la que un segon clavecí, un orgue de càmera o una tiorba, completaven l'harmonia del baix continu.